# А-27
А-27 — лёгкий многоцелевой самолёт.

## История
Разработан ООО «Аэропракт» в Самаре. Главный конструктор Игорь Алексеевич Вахрушев, ведущий конструктор по проекту Владимир Викторович Гаслов. Первый полёт был совершён в 1999 г. Производство организовано Самарской компанией «Авантаж».
Активные испытания самолётов начались в 2001 году, после присоединения конструкторов КБ «Аэропракт» к компании «Авантаж». В 2002 году самолёты А-27МС испытывались с двигателем R-914UL, а самолёты А-27М-1 — с двигателем Jabiru-3300. 
Выпускаются с двигателем Rotax-912 S2 с 2008 года.
Первый российский цельно композитный самолёт получивший сертификат типа. Сертификат типа валидирован в Китае.
Легкий самолёт нормальной аэродинамической схемы — подкосный моноплан с расположением пилотов рядом. На аппарате устанавливаются не убираемые трёхстоечные шасси с носовой опорой. Может оборудоваться лыжами или поплавками. Самолёт предназначен для учебно-тренировочных и спортивных полётов.

## ЛТХ
- Размах крыла, м 10.12
- Длина, м 6.60
- Высота, м 2.45
- Площадь крыла, м2 13.66
- Масса, кг
  - пустого 480
  - максимальная взлётная 750
- Тип двигателя 1 ПД Rotax 912ULS
- Мощность, л. с. 1 х 100
- Максимальная скорость, км/ч 180
- Крейсерская скорость, км/ч 150
- Максимальная дальность, км 900
- Скороподъёмность, м/мин 300
- Практический потолок 3500
- Макс. эксплуатационная перегрузка
- Экипаж, чел 2